# 北条氏政
北条 氏政（ほうじょう うじまさ）は、戦国時代の相模国の戦国大名・武将。後北条氏の第4代当主。父は北条氏康、母は今川氏親の娘・瑞渓院。今川義元の甥にあたる。子に北条氏直など。正室の黄梅院は武田信玄の娘で、武田義信や武田勝頼とは義兄弟にあたる。通称は新九郎で、官位の左京大夫または相模守も同様に称した。号は截流斎。

## 生涯

### 家督相続まで

#### 嫡男となるまで
天文7年(1538年)、第3代当主・北条氏康の次男として生まれる（「北条系図」『群書系図部集第四』）。幼名は松千代丸。ただし、黒田基樹は『石川忠総留書』に「氏政亥五十二」と記されているのを根拠に天文8年(1539年)生まれが正しいとする説を提示している。また、天文18年(1549年)に公家の飛鳥井雅綱が氏康の子である西堂丸と松千代丸に蹴鞠を伝授した記録が残されており、そのうち西堂丸は兄・新九郎氏親の幼名と推定できるため、残された松千代丸が氏政の幼名であったと推定できる。

#### 嫡男として
松千代丸は次男であり本来ならば家督相続は不可能であったが天文21年(1552年)頃に兄・氏親が16歳で夭折したために世子となり、北条新九郎氏政と名乗る。従って、氏親が死去してから2年後の天文23年(1554年)6月までに元服したとみられる。氏政は元服後､北条家歴代のものであり､かつ兄氏親と同じ､仮名新九郎を称した。
氏政の初陣がいつなのかは定かではないが、20歳になる頃には既に氏康の後継者として活動していたことがうかがえる。
永禄2年(1559年)12月23日に父が隠居して家督を譲られ、北条家の第4代当主となる(『年代記配合抄』)。
これは領内各地で起こっていた永禄の飢饉への対応として、氏康が当主を退き、新たな当主のもとで復興にあたっていくものとみられるから、以後しばらくは氏康が領国支配を主導し、両者は「御両殿」「二屋形」などと称される。
更に掛川城に籠城していた今川氏真を救出するため、武田方から離反した三河国の徳川家康と和議を結び、氏政は氏真を保護した。そして自分の次男である氏直を氏真の猶子として、駿河領有の正当化を図った。また、信玄に対抗するために宿敵であった上杉謙信に弟の三郎（後の上杉景虎）を養子（人質）として差し出し、上野国の支配領域を割譲して同盟を結んでいる（越相同盟）。この信玄との関係悪化によって愛妻・黄梅院と離縁するという悲劇があったとされていた。しかし、近年になって離縁は史料の誤読に基づく事実誤認であるとする新説が出された。
元亀2年（1571年）10月に父が病没すると、氏政は12月に信玄との同盟を復活（甲相同盟）、同時に謙信との越相同盟を破棄した。その理由として、越相同盟は条件の調整不足等より、結果的に対武田対策として十分な成果を得られていない旨の不満があった。元々両氏の戦略観の隔たりがあった上、謙信も越中国の平定の方に力を注ぐようになっていたのであった。

### 上杉・武田との戦い

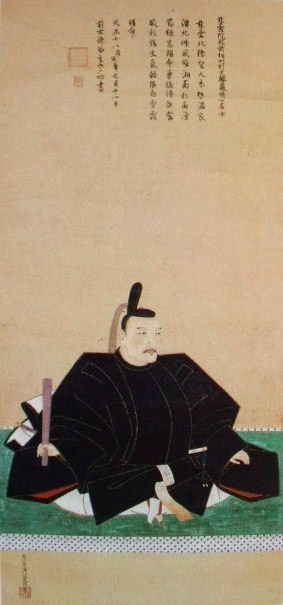
北条氏政像（早雲寺蔵、土佐光起筆）1670年頃の作

甲相同盟復活後、氏政と謙信の戦いが再び始まり、天正2年（1574年）に謙信が上野国に進出すると氏政も出陣し、利根川で対陣した。しかし謙信の関心は既に越中国に向けられており、決戦には至らなかった。閏11月には父が「一国に等しい城」とまで称した簗田晴助の関宿城を攻め落とし、翌天正3年（1575年）には小山秀綱の下野祇園城を攻め落とした。更に下総国の結城晴朝が恭順するなど氏政の勢力は拡大してゆき、上杉派の勢力を関東からほぼ一掃した。天正5年（1577年）には上総国に侵攻し、宿敵・里見義弘との和睦を実現した（房相一和）。なおこの戦いにおいて嫡男・氏直が初陣している。
天正6年（1578年）に謙信が死去すると、その後継者をめぐって謙信の甥・上杉景勝と氏政の弟で謙信の養子・上杉景虎の間で後継者争いである御館の乱がおこった。氏政はこの時、下野国において佐竹氏・宇都宮氏と対陣中であったため、5月に景虎援助のために氏政の弟・北条氏照、北条氏邦らを越後国に派遣した。8月下旬には氏政自身も景虎援助のため、上野国の厩橋城まで出陣するが、すぐに小田原へ引き返している。
同年3月10日には石山本願寺を降伏させて勢いづく織田信長に臣従を申し出ている。
8月19日に氏直に家督を譲って隠居するが、これは在陣中の異例のもので、父に倣い北条家の政治・軍事の実権は掌握したとされているが、黒田基樹は発給文書の分析から、内政面と軍事の一部の権限は早い時期に権限を氏直に移譲して、氏政は外交と軍事の主要部分を担当したとしている。
『信長公記』によれば、氏政は、3月26日、4月2日、4月3日と立て続けに、端山（たんざん）という人物を使者に、信長に祝儀のための贈り物をしたと伝わる。氏政は長年争った武田家を迅速に殲滅させた信長の軍事力の強大さを認識し、織田家と友好関係を保つことを切望していた。氏政は500羽の雉を信長へ奉げるために京都へ送っている。4月に入ると、佐竹義重、里見義頼、他関東の諸勢力、蘆名盛隆、小野寺景道、伊達輝宗ら、奥州の諸大名も、信長の代理である滝川一益に使者を送り、貢物をして、信長政権との接近を図っている。
しかし、信長は北条氏に好意的な対応を見せず、むしろ刺激するようなことをしていた。また、信長との縁談も円滑には進まなかったのではないかという見解もある。
だが天正10年6月2日、京都本能寺において信長が明智光秀の謀反により死去した（本能寺の変）。信長の死を知った氏政は当初、一益に引き続き協調関係を継続する旨を通知しているが、氏政と一益の間には表面的には友好関係を維持しながらも互いに不信感が増幅しており、氏政が深谷に軍勢を差し向けると一益もこれに呼応して軍勢を差し向ける。数日後には明白に対立関係となり、両者の間で合戦が勃発する。北条氏は、上野国の半分を掌中に収めていたが、信長の進撃によってそれを信長の代行者である一益に譲らざるを得ない状況になっており、上野国を回復しようという意図は強かったと考えられる。
氏政は氏直と氏邦に上野奪取を命じ、5万6千と称する大軍を上野国に侵攻させ滝川軍と対峙した。北条軍は滝川軍の3倍の兵力であり、緒戦こそ先鋒が打撃を受けたものの、数日後の決戦には大勝し滝川一益を敗走させた（神流川の戦い）。この後、北条軍は敗走する一益を追って、碓氷峠から信濃国に進出し、真田昌幸・木曾義昌・諏訪頼忠などを取り込み、徳川家康傘下として旧武田兵を集めて決起した依田信蕃等を討って小諸城に駐屯し、信濃東部から中部にかけて占領下に置いた。一方、一益の敗走により、信濃国や上野国と同じく空白地帯と化した甲斐国に侵攻した家康は、依田信蕃を通して真田昌幸を調略し、徳川方の小笠原貞慶への肩入れなどにより北条軍と対立した（天正壬午の乱）。
その後、甲斐若神子において氏直と家康は対陣したが（若神子の戦い）、信濃国では真田昌幸が離反し、甲斐国においても北条氏忠（氏政の弟）・北条氏勝（氏政の甥）が、黒駒において徳川方の鳥居元忠らに敗北し、甲斐国の北条領は郡内地方の領有に留まる等、情勢は不利となった。このため氏直と家康の娘・督姫を結婚させることで和睦した。領土問題は甲斐・信濃を徳川領、上野国を北条領とすることで合意したが、信濃国の佐久・小県両郡と甲斐郡内地方の放棄は不利な講和条件だった。しかも家康についた真田昌幸が、後に上野国の沼田城を北条に明け渡すことを拒んで上杉氏に寝返り、上田・沼田城にて徳川・北条と抗戦することとなり、これらの懸案が後の沼田問題さらに名胡桃事件の伏線となる。
天正11年（1583年）に古河公方・足利義氏が死去すると、氏政は官途補任により権力を掌握し、これにより関東の身分秩序の頂点に立った。また武蔵国の江戸地域、岩付領の支配を掌握し、利根川水系と常陸川水系の支配を確保、これによって流通・交通体系を支配したため、関東の反北条連合は従属か徹底抗戦の二者択一を迫られるまでに至った。
天正13年（1585年）、佐竹義重・宇都宮国綱らが那須資晴・壬生義雄らを攻めると、氏政は那須氏らと手を結んで本格的に下野侵攻を開始し、下野国の南半分を支配下に置いた。また常陸南部の江戸崎城の土岐氏及び牛久城の岡見氏を支援し、常陸南部にも勢力を及ぼした。
こうして、北条氏の領国は相模・伊豆・武蔵・下総・上総・上野から常陸・下野・駿河の一部に及ぶ240万石（北条氏の所領跡地に入った家康の慶長3年検地・大名知行高に基づく推測）に達し、最大版図を築き上げた。

### 小田原征伐から最期へ
しかし、明智光秀を討ち、信長の天下統一事業を継承した豊臣秀吉との対立が待っていた。
天正16年（1588年）、秀吉から氏政・氏直親子の聚楽第行幸への列席を求められたが、氏政はこれを拒否する。京では北条討伐の風聞が立ち、「京勢催動」として北条氏も臨戦体制を取るに至ったが、徳川家康の起請文により以下のような説得を受けた。
1. 家康が北条親子の事を讒言せず、北条氏の領国を一切望まない
2. 今月中に兄弟衆を派遣する
3. 豊臣家への出仕を拒否する場合督姫を離別させる

8月に氏政の弟・北条氏規が名代として上洛したことで、北条－豊臣間の関係は一時的にではあるが安定する。武州文書によると、この頃、氏政は実質的にも隠居をすると宣言している。
天正17年（1589年）2月、評定衆である板部岡江雪斎が上洛し、沼田問題の解決を秀吉に要請した。秀吉は沼田領の3分の2を北条側に還付する沼田裁定をおこない、6月には12月に氏政が上洛する旨の一札を受け取り、沼田領は7月に北条方に引き渡された。しかし上洛について、氏政は新たに天正18年（1590年）の春か夏頃の上洛を申し入れたが、それを秀吉が拒否したことにより、再び関係が悪化し始める。こうした状況の中の10月、氏邦の家臣・猪俣邦憲による名胡桃城奪取事件が起きた。秀吉は家康、景勝らを上洛させ、諸大名に対して天正18年（1590年）春の北条氏追討の出陣用意を促した。また、秀吉は津田盛月・富田一白を上使として北条氏に派遣し、名胡桃事件の首謀者を処罰して即刻上洛するよう要求している。
これに対して氏直は、氏政抑留か国替えの惑説があるため上洛できないことと、家康が臣従した際に朝日姫と婚姻し大政所を人質とした上で上洛する厚遇を受けたことに対して、名胡桃事件における北条氏に対する態度との差を挙げ、抑留・国替がなく心安く上洛を遂げられるよう要請した。また名胡桃城奪取事件について、氏政や氏直の命令があったわけではなく、真田方の名胡桃城主が北条方に寝返ったことによるもので、既に名胡桃城は真田方に返還した旨、弁明している。
上洛を引き延ばす氏政の姿勢に業を煮やした秀吉は、氏政の上洛・出仕の拒否を豊臣家への従属拒否であるとみなし、12月23日、諸大名に正式に追討の陣触れを発した。これに先立って駿豆国境間が手切れに及んだことを知った氏政・氏直は、17日には北条領国内の家臣・他国衆に対して小田原への1月15日参陣を命じて迎撃の態勢を整えるに至った。そして天正18年3月から、各方面から侵攻してくる豊臣軍を迎え撃った（小田原征伐）。当初は碓井峠を越えてきた真田昌幸らに対して勝利し、駿豆国境方面でも布陣する豊臣方諸将に威力偵察するなどしたが、秀吉の沼津着陣後には、緒戦で山中城が落城。4月から約3か月にわたって小田原城に籠城する。その後、領国内の下田城、松井田城、玉縄城、岩槻城、鉢形城、八王子城、津久井城等の諸城が次々と落城。22万を数える豊臣軍の前に北条氏は降伏した｡

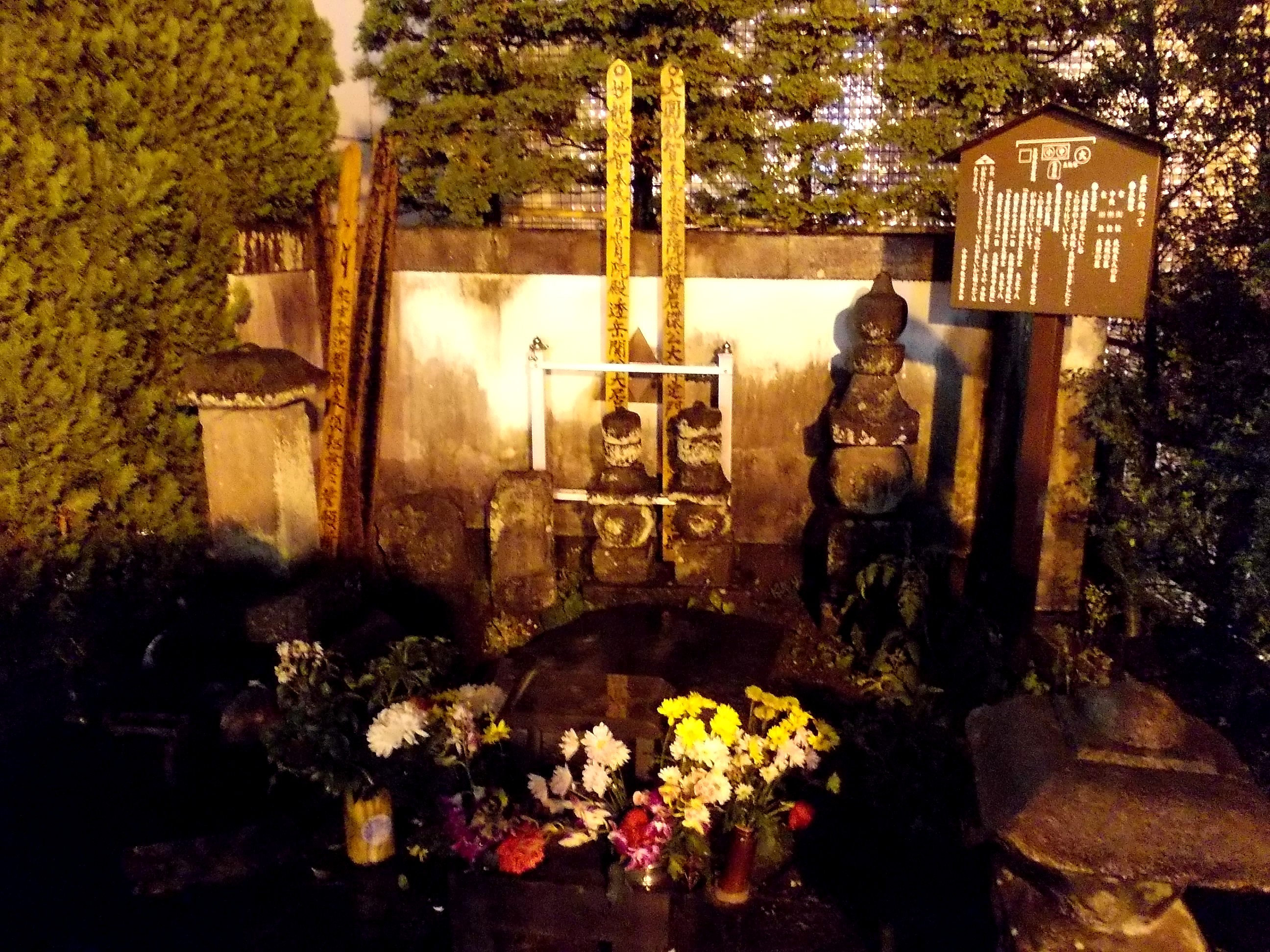
神奈川県小田原市内の北条氏政、氏照の墓

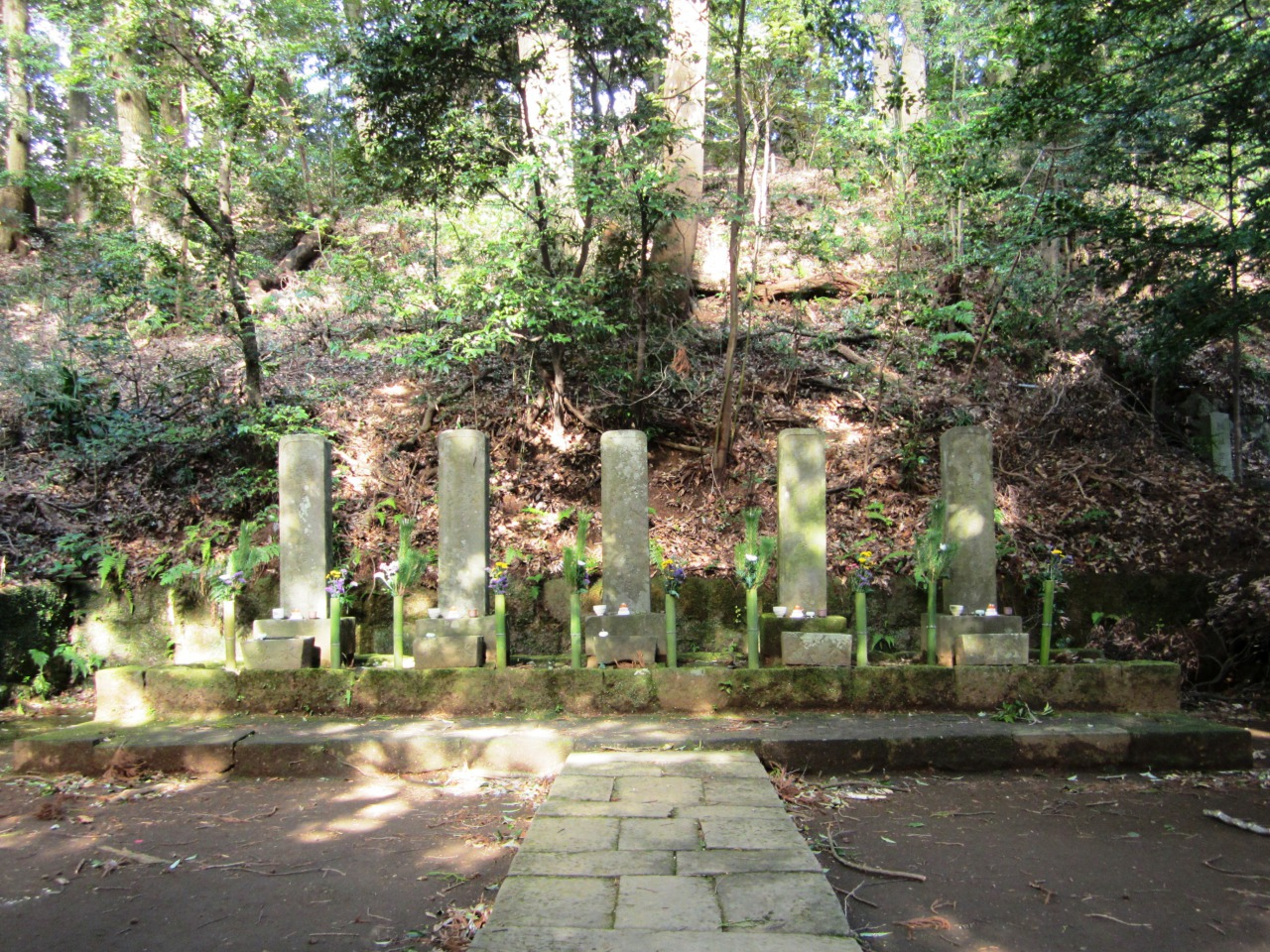
神奈川県箱根町早雲寺の北条五代の墓。左から二番目が氏政の墓。

秀吉は氏政らに切腹を命じ、氏直らを高野山に追放すると決めた。7月5日、氏直が自分の命と引き換えに将兵の助命を乞い、降伏した。氏直の舅である家康も氏政の助命を乞うが、北条氏の討伐を招いた責任者として秀吉は氏政・氏照及び宿老の松田憲秀・大道寺政繁に切腹を命じた。7月11日に氏政と氏照は切腹した。「寛政重修諸家譜」の江戸幕府奥医師の田村安栖家系譜などでは、侍医で京都紫野大徳寺の住職日新和尚の兄で笠原弥六郎（笠原越前守養子）の実父にあたる田村長傳（安栖）の宅で切腹したとされる。享年53。静岡県富士市の源立寺に首塚がある。墓所は神奈川県小田原市内（小田原駅東口）と同箱根町に存在する。
辞世は、
- 「雨雲の　おほえる月も　胸の霧も　はらいにけりな　秋の夕風」
- 「我身今　消ゆとやいかに　おもふへき　空よりきたり　空に帰れば」。

ここに戦国大名としての後北条氏は滅んだ。
家康の親族（婿）であった氏直は助命され、生活費としての扶持が与えられていた。更に翌天正19年（1591年）8月には秀吉により1万石が与えられ、大名としての名跡復活の動きもあったとされるが、同年11月に死亡したため、後北条氏の系統は氏規が継承し、氏直の領地1万石の一部も継承、江戸時代に氏規の子・北条氏盛が河内狭山藩主となり、明治維新まで存続した。

## 人物・評価
家族思いの人物であった模様で、有能な弟達と常に良好な関係を維持していた。愛妻家でもあり、正妻の黄梅院とは武田の駿河侵攻を機に離婚させられているが、氏政本人は最後まで離婚を渋っており、氏康の死の直後に武田と和睦した際には真っ先に妻の遺骨を貰い受け手厚く葬っている。ただし、離婚の話そのものが1970年代に史料の誤読から作られた話で他の同時代史料からは確認できず、実際には黄梅院は最後まで氏政と一緒に暮らしていたとされる。
北条氏滅亡時の実権者とはいえ、父である氏康の時代以上に勢力を拡大したその治世や、良好な関係の兄弟と協力し合い、良き臣下に支えられて、合戦でも武功を挙げている点など、決して無能な武将というわけではない。秀吉に徹底抗戦したことについては、これまでは氏政が無能であり、時流、及び秀吉との圧倒的な国力の差を把握できていないことが原因という、氏政の暗愚な資質に原因を求める評価が主流であった。一方で、東国の武家は源頼朝以来中央政権から自立するような志向が強く、そうした、「東国武家社会の伝統性」を、徹底抗戦の根拠とする見解もある。また、最初から秀吉は北条氏を殲滅させるつもりであった、という見解もある。黒田基樹は、「東国武家社会の伝統性」や、「氏政が暗愚であった」ことを徹底抗戦した根拠とするものに対して、徳川・長宗我部・島津と、有力大名達は概ね豊臣秀吉と武力対決しており、早めに恭順した上杉景勝と毛利輝元は、それ以前、織田政権と激しく争い追い詰められていたため、中央政権の強力さを知っていた故恭順したとして、「当主の資質の優劣」や「地方特有の伝統性」などが原因ではなく、「有力大名に普遍的にあるもの」こそが基盤にあるとして、これらの見解に反論している。その上で、島津氏や長宗我部氏は本拠地が攻撃される前に降伏しており、本拠地まで攻撃される最終段階に至るまで抗戦したために、北条氏は滅ぼされるのは当然であった、と指摘する。
後水尾天皇の勅撰と伝えられる『集外三十六歌仙』の32番に一首を採られている。

## 逸話
北条氏政の逸話には否定的な印象を与えるものが多い。先述の通り、氏政は必ずしも無能な当主だったわけではなく、こうした逸話には後世の創作も多いと思われる。
汁かけ飯の話
氏政の有名な逸話として二度汁かけの逸話がある。食事の際に氏政が汁を一度、飯にかけたが、汁が少なかったのでもう一度汁をかけ足した。これを見た父の氏康が「毎日食事をしておきながら、飯にかける汁の量も量れんとは。北条家もわしの代で終わりか」と嘆息したという逸話である（汁かけ飯の量も量れぬ者に、領国や家臣を推し量ることなど出来る訳がない、の意）。同様の内容は毛利氏の元就と輝元の間の話としても伝えられている。氏政を暗愚とする評価は、18世紀半ばの『関八州古戦録』（巻十七）（人物往来社刊）あたりが古い。
麦の話
17世紀前半の『甲陽軍鑑』（巻十一）（『甲陽軍鑑大成』）（汲古書院刊）に見える逸話で、氏政が農民が麦を収穫しているのを見て、あの採れたての麦で昼飯にしようと言ったというもの。それを伝え聞いた武田信玄が、収穫した麦が食べられるようになるまで、どれくらいの過程が必要なのかも知らないのかと、氏政をさげすむという話。氏政を低く評価する素地が生まれた可能性がある。

## 系譜
両親
- 父：北条氏康
- 母：瑞渓院（今川氏親の娘）

兄弟姉妹
- 氏親（新九郎）
- 北条氏照（大石定久の婿養子）
- 北条氏邦（藤田康邦の婿養子）
- 北条氏規
- 北条氏忠（佐野宗綱の養子）

- 北条三郎（上杉謙信の養子）
- 北条氏光
- 桂林院殿（武田勝頼正室）
- 浄光院殿（足利義氏室）
- 七曲殿（北条氏繁室）

- 長林院殿（太田氏資室）
- 蔵春院殿（今川氏真室）
- 尾崎殿（千葉親胤室）
- 種徳寺殿（小笠原康広室）
- 菊姫（里見義頼継室）

妻妾
- 正室：黄梅院（武田信玄の娘）。
- 継室：鳳翔院殿（出自不明）

子女
- 北条新九郎
- 北条氏直
- 太田源五郎（太田氏資の婿養子）
- 北条氏房（太田氏資の婿養子）
- 北条直重（千葉邦胤の婿養子）
- 北条直定

- 北条源蔵
- 北条勝千代
- 竜寿院（里見義頼継室）
- 庭田重貞室

猶子
- 上杉氏憲

養女
- 菊姫（氏政の妹・里見義頼正室）
- 皆川広照室（実父は中御門宣綱）
- 小山秀綱室（実父は成田氏長）
- 上杉氏憲室（実父は北条氏繁）
- 芳桂院（千葉邦胤室）

## 偏諱を与えた人物
- 伊東政世
- 上杉氏憲（深谷上杉氏、氏政の養女を妻としてその猶子となり「氏」の字を与えられる）
- 笠原政尭
- 大道寺政繁
- 大藤政信（初代）（初め秀信）
- 大藤政信（２代）（政信（初代）の子）
- 遠山政景
- 長尾政景（白井長尾氏、のち景広に改名）
- 長尾政長（長尾当長の子）
- 御宿政友
- 真壁氏幹[31]

## 関連作品
軍記
- 『北条記』
- 三浦浄心『北条五代記』

能楽
- 北条 （太閤能、シテ：初演では豊臣秀吉が演じたとされる[32][33]）

小説
- 今村翔吾『汁かけ飯の戦い』（『戦国武将伝 東日本編』収録、2023年、PHP研究所）

映画
- 『のぼうの城』 （東宝、2012年 演︰中原丈雄）

テレビドラマ
- 『武田信玄』（NHK大河ドラマ、1988年 演：青山裕一）
- 『風林火山』（NHK大河ドラマ、2007年 演：早乙女太一）
- 『天地人』（NHK大河ドラマ、2009年 演：伊吹吾郎）
- 『軍師官兵衛』（NHK大河ドラマ、2014年 演：伊吹吾郎）
- 『真田丸』（NHK大河ドラマ、2016年 演：高嶋政伸）
  - 高嶋は、『真田丸』出演翌年の2017年以降、「小田原北條五代祭り」のパレードでも氏政に扮している[34][35][36]。
- 『どうする家康』（NHK大河ドラマ、2023年 演：駿河太郎）